# علی خطیر
علی احمدی خطیر مدیر ورزشی اهل ایران است که از اسفند ۱۴۰۳ عضو هیئت رئیسه فدراسیون فوتبال ایران است. او پیش‌تر به‌عنوان معاون اجرایی دبیرکل فدراسیون فوتبال ایران و مشاور عالی مهدی تاج، رئیس فدراسیون فوتبال ایران، نایب‌رئیس هیئت مدیره باشگاه تراکتور، معاون اجرایی ورزشی باشگاه استقلال، و همچنین مدیرعامل باشگاه‌های فوتبال استقلال تهران و نساجی مازندران فعالیت کرده است.

## پیشینهٔ اجرایی
- عضو هیئت مدیره و مدیر باشگاه فوتبال ابومسلم خراسان[۱۰]
- دبیر و نائب رئیس هیئت فوتبال خراسان رضوی
- رئیس هیئت فوتبال کارگران خراسان رضوی
- مدیر و سرپرست تیم‌های فوتبال شهرداری بندرعباس و داماش گیلان
- معاون ورزشی باشگاه فوتبال عقاب تهران
- معاون اجرایی ورزشی استقلال تهران
- مدیر تربیت بدنی و مجموعه‌های ورزشی دخانیات کشور
- دبیر و رئیس کمیته اجرایی و مسابقات فدراسیون فوتبال
- عضو کمیته تدوین آیین‌نامه‌های فدراسیون فوتبال
- معاون اجرایی دبیرکل فدراسیون فوتبال
- مشاور عالی رئیس فدراسیون فوتبال ایران
- نایب‌رئیس هیئت مدیره باشگاه تراکتور
- مدیرعامل باشگاه استقلال
- مدیرعامل باشگاه نساجی

## زندگی شخصی
علی خطیر متولد قائم‌شهر است. خانواده او در سوئیس زندگی می‌کنند و خود خطیر نیز تابعیت کشور سوئیس را دارد.

## سابقه مدیریتی

### معاونت ورزشی باشگاه استقلال
خطیر در تاریخ ۷ مرداد ۱۳۹۷ توسط امیرحسین فتحی به عنوان معاون ورزشی باشگاه استقلال معرفی شد. وی در دوران فعالیت خود به‌عنوان معاون ورزشی باشگاه استقلال، نقش کلیدی در برخی از تصمیمات و اقدامات مهم باشگاه داشت که موجب توجهات زیادی شد.

#### فروش الهیار صیادمنش
از اقدامات اساسی خطیر می‌توان به انتقال الهیار صیادمنش از استقلال به باشگاه‌های مختلف اشاره کرد که باعث سود قابل توجهی برای باشگاه استقلال شد. این بازیکن در ابتدا با مبلغ ۷۵۰ هزار یورو توسط خطیر از استقلال به تیم فنرباغچه ترکیه منتقل شد و سپس انتقال او به هال‌سیتی انگلیس برای استقلال سود ۹۰۰ هزار یورویی به همراه داشت. علاوه بر این، استقلال از این انتقال‌ها ۲۰ درصد از سودهای بعدی را دریافت کرد که به مبلغ حدود ۵۰۰ هزار دلار رسید. اما در اولین فصل به خوبی در جذب بازیکنان کار نکرد و مورد انتقاد هواداران استقلال قرار گرفت.

#### برکناری وینفرید شفر
یکی از مهم‌ترین اقدامات خطیر در این دوران، برکناری وینفرید شفر، سرمربی وقت استقلال، بود. این تصمیم به‌ویژه پس از نتایج ضعیف تیم در نیم‌فصل ۹۸–۱۳۹۷ گرفته شد. او با وجود مخالفت‌هایی که از طرف برخی اعضای هیئت مدیره و عوامل اجرایی باشگاه داشت عملی شد.

#### استخدام آندره‌آ استراماچونی
نقش اساسی خطیر در استخدام آندره‌آ استراماچونی، سرمربی سابق باشگاه فوتبال اینتر میلان، به‌عنوان سرمربی باشگاه فوتبال استقلال و سپس استعفای خطیر از باشگاه استقلال که یکی از دلایل اصلی پایان همکاری استراماچونی با این تیم بود که مورد توجه جدی رسانه‌های ایتالیایی قرار داشت. پس از رفتن استراماچونی، خطیر یک پیشنهاد ۱٫۵ ساله به جانی ده بیازی، سرمربی سابق باشگاه فوتبال اودینزه، ارائه کرد اما مورد موافقت مسعود سلطانی‌فر وزیر ورزش و جوانان قرار نگرفت زیرا که فرهاد مجیدی برای سرمربی‌گری استقلال مدنظر بود.

#### استعفا از سمت معاون ورزشی باشگاه استقلال
خطیر از سمت معاونت ورزشی باشگاه استقلال در تاریخ ۵ مرداد ۱۳۹۸ استعفا داد. این استعفا پس از مدت‌ها حواشی و تنش‌های داخلی باشگاه اتفاق افتاد. دلیل اصلی این استعفا، اختلافات فنی و مدیریتی که این اختلافات عمدتاً حول مسائل مربوط به نقل و انتقالات، عدم توافق در مورد استراتژی‌های تیمی و مدیریت منابع مالی بود.

### نایب‌رئیس هیئت مدیره باشگاه تراکتور
خطیر در ۱۱ آذر ۱۴۰۰ به عنوان عضو هیئت مدیره باشگاه تراکتور معرفی شد. وی مسئول نقل و انتقالات این تیم شد و بعد از پایان فعالیت تراکتور در نقل و انتقالات تابستانی و جذب بازیکن خارجی همچون ریکاردو آلوز، صفا هادی و گوستاوو واگنین و باقی بازیکنان فوتبال ایرانی و همچنین انتخاب قربان بردیف به عنوان سرمربی، تصمیم به جدایی از این باشگاه گرفت.

### مشاور عالی رئیس فدراسیون
خطیر در ۴ دی ۱۴۰۱ مشاور عالی مهدی تاج، رئیس فدراسیون فوتبال شد. و در ۱۹ تیر ۱۴۰۲ از این سمت استعفا داد تا بتواند در سمت مدیرعاملی باشگاه استقلال که پیش تر انتخاب شده بود تمرکز کند.

### مدیر عاملی باشگاه استقلال
خطیر در ۱۷ تیر ۱۴۰۲، سه روز پس از استعفای سید حجت کریمی به عنوان سرپرست مدیرعاملی باشگاه فوتبال استقلال تهران انتخاب شد. وی در ۲۳ مرداد مدیرعامل رسمی استقلال تهران شد.

#### دستیابی به مجوز آسیایی
پس از دو سال محرومیت استقلال از حضور در رقابت‌های آسیایی به دلیل بدهی‌ها و مشکلات مالی، خطیر با جذب اسپانسرهای مناسب، پرداخت بدهی‌ها و انجام توافقات لازم با کنفدراسیون فوتبال آسیا، موفق به اخذ مجوز حضور در مسابقات آسیایی برای باشگاه شد.

#### حل‌وفصل پرونده‌های فیفا
در دوران مدیریت خطیر، چندین پرونده باز باشگاه در فیفا با مذاکرات و توافقات به نفع استقلال خاتمه یافت که منجر به تخفیف‌های مالی قابل‌توجهی برای باشگاه شد. از جمله این پرونده‌ها می‌توان به پرونده رافائل سیلوا، ریکاردو ساپینتو و دستیارانش، محمد محبی و باشگاه سانتاکلارا و عزیزبک امانوف و باقی پرونده‌ها اشاره کرد.

#### جذب موبایل موسوی به عنوان اسپانسر
در دوران مدیریت خطیر، قراردادی با فروشگاه «موبایل موسوی» به‌عنوان اسپانسر منعقد شد. این فروشگاه با وعده فروش گوشی‌های هوشمند با قیمت‌های پایین‌تر از بازار، توجه بسیاری را جلب کرد. با این حال، پس از مدتی، گزارش‌هایی مبنی بر عدم تحویل کالاها به مشتریان و کلاهبرداری منتشر شد و این موضوع مانند کلاهبرداری کوروش کمپانی بود. انجمن واردکنندگان موبایل نیز با ارسال نامه‌ای به علی خطیر، نسبت به فعالیت‌های این فروشگاه هشدار داد و اعلام کرد که «موبایل موسوی» مجوز واردات ندارد. در نهایت، مدیر و مؤسس «موبایل موسوی» به اتهام کلاهبرداری و عدم تعهد به قراردادها بازداشت شد. این اتفاقات باعث شد تا نام این فروشگاه از لباس‌های تیم استقلال حذف شود و همکاری با آن متوقف گردد.

#### بهبود وضعیت مالی باشگاه
برای نخستین‌بار پس از انقلاب، تراز مالی باشگاه استقلال در دوران مدیریت خطیر مثبت شد که نشان‌دهنده بهبود مدیریت منابع مالی و کاهش بدهی‌ها بود.

#### اختلافات با جواد نکونام و جدایی علی خطیر از استقلال
اختلافات میان خطیر، مدیرعامل وقت باشگاه استقلال، و جواد نکونام، سرمربی تیم، در فصل ۱۴۰۳–۱۴۰۲ به‌طور مداوم ادامه داشت و تأثیرات منفی بر عملکرد تیم گذاشت. این تنش‌ها از ابتدای همکاری آن‌ها آغاز شد و با گذشت زمان شدت یافت. نکونام از عدم جذب بازیکنان مدنظرش ناراضی بود و معتقد بود که مدیریت باشگاه در حمایت از تیم کوتاهی می‌کند.در مقابل، خطیر مشکلات مالی و محدودیت‌های بودجه را دلیل ناتوانی در برآورده کردن خواسته‌های سرمربی عنوان می‌کرد. این اختلافات به رسانه‌ها کشیده شد و هر دو طرف در مصاحبه‌های خود به انتقاد از یکدیگر پرداختند، که این موضوع حواشی زیادی را برای باشگاه به وجود آورد. در نهایت، جواد نکونام پس از تغییر مالکیت باشگاه استقلال به هلدینگ خلیج فارس با کمک اعضای جدید هییت مدیره با کودتایی علی خطیر را کنار گزاشتند. خیلی از کارشناسان دلیل قهرمان نشدن استقلال را در فصل ۱۴۰۳–۱۴۰۲ این اتفاق می‌دانستند.

### مدیرعاملی باشگاه نساجی
خطیر در ۲۴ شهریور ۱۴۰۳ طی حکمی توسط رضا حدادیان به عنوان مدیرعامل باشگاه نساجی مازندران معرفی شد.
خطیر در ۱۰ فروردین ۱۴۰۴ از مدیرعاملی نساجی استعفا داد.

## حاشیه‌ها

### حواشی با کارلوس کی روش و دستیارش
در دی ۱۳۹۶ زمانی که خطیر معاون اجرایی وقت دبیرکل فدراسیون فوتبال یعنی محمدرضا ساکت بود در مرکز ملی فوتبال ایران درگیری بین او و اوسیانو دا کروز، دستیار کارلوس کی روش پیش آمد که طبق گزارش‌های منتشر شده چیزی نمانده بود کار به درگیری فیزیکی هم کشیده شود. فدراسیون فوتبال هم در بیانیه ای حق را به دستیار کی روش داد و خطیر را به عنوان شروع کننده این درگیری مقصر دانست. در آن مقطع کی روش، تاج و ساکت در ایران حضور نداشتند. این موضوع باعث شد تا خطیر که رابطه اش پس از این ماجرا با کی روش و دستیارش تیره و تار شده بود و او را از فدراسیون فوتبال کنار گذاشتند.

### وینفرد شفر، فرزند و دستیار شفر
در آذر ۱۳۹۷، جیری ساناک، دستیار سرمربی سابق استقلال، در مصاحبه‌ای به بی‌احترامی‌ها و مشکلاتی که در باشگاه استقلال تجربه کرده بود، اشاره کرد. او از عدم حمایت کافی باشگاه، به‌ویژه در مسائل مربوط به ویزا و خروج از کشور صحبت کرد و عنوان کرد که باشگاه وظایف خود را طبق قرارداد انجام نداده است. ساناک همچنین اظهار داشت که مدیرعامل و معاون وقت باشگاه (خطیر) هیچ کمکی در حل مشکلات او نکرده‌اند و این وضعیت باعث افزایش مشکلاتش شده بود. این شرایط به حدی رسید که او مجبور شد شکایت رسمی به فیفا بکند.
خطیر در پاسخ به این اظهارات، تأکید کرد که تمام مکاتبات و اسناد مربوط به این موضوع موجود است و وعده داد که پس از بازی با پدیده، این اسناد را در اختیار رسانه‌ها قرار دهد.این درگیری‌ها با واکنش وینفرد شفر، سرمربی وقت استقلال، همراه شد که بدون اشاره مستقیم به خطیر، از دستیار سابقش حمایت کرد و به رفتار غیرحرفه‌ای برخی مسئولان باشگاه انتقاد کرد. شفر تأکید کرد که مربیان باید در برابر بیماری و مشکلات شخصی اعضای تیم احترام بگذارند و از آنها حمایت کنند.
اختلافات بین خطیر و شفر ادامه یافت و پس از این ماجرا، اتهاماتی مبنی بر دلالی به شفر و فرزندش ساشا وارد شد. این موضوع به تنش‌های بیشتر در باشگاه منجر شد، و خطیر برای نشان دادن صحت ادعاهای خود، مکالمات خصوصی‌اش با شفر را منتشر کرد. هرچند که این مکالمات نتوانست اتهام دلالی را ثابت کند، اما همچنان باعث تشدید اختلافات درون باشگاهی شد.

### علیرضا حقیقی
در ۸ اسفند ۱۳۹۷ زمانی که خطیر برای بازدید از چمن مجموعه ورزشی انقلاب که در اختیار باشگاه استقلال است به این مجموعه رفته بود در هنگام بازدید، علیرضا حقیقی و مربی شخصی‌اش در زمین مشغول تمرین بودند و پس از خالی شدن بار کامیونی که خطیر با خود به زمین چمن آورده بود، حقیقی به سمت او رفته و پس از یک درگیری لفظی، با سر به بینی خطیر کوبیده و بینی او را می‌شکند که این اتفاق واکنش رسمی باشگاه استقلال را در پی داشت. خطیر بعد از این اتفاق از حقیقی شکایت کرد اما حقیقی مدعی بود که خطیر به او و خانواده‌اش فحاشی کرده است!
این ماجرا با صحبت‌های حقیقی در دورهمی و سؤال مهران مدیری مجری برنامه از حقیقی دربارهٔ آن ماجرا دوباره داغ شد و خطیربا اعلام این موضوع که برای مهران مدیری متأسف است و از دورهمی و علیرضا حقیقی مجدداً شکایت کرد. و موجب محرومیت حقیقی از فعالیت‌های ورزشی شد.

### حسینی و وریا غفوری
در فصل نقل و انتقالات مصاحبه ای علیه وریا غفوری و حسینی از قول خطیر روی سایت باشگاه استقلال منتشر می‌شود دربارهٔ خواسته مالی زیاد این بازیکنان و افشای جزئیات در مذاکرات انجام شده از جمله اینکه یکی از خواسته‌های گلر جوان استقلال نبودن رحمتی است. این موضوع با واکنش و مصاحبه تند وریا و حسینی علیه معاون وقت باشگاه روبرو شد و برخی از صحبت‌های مطرح شده را به شدت تکذیب و انتقادهایی را به او وارد کردند. حتی بعد از استعفای خطیر هم این درگیری لفطی ادامه داشت و معاون سابق با حمله به بازیکنانی چون حسینی، وریا، علی کریمی و عارف غلامی که مدیر برنامه‌های مشترک داشتند به آنها لقب باند شل‌ها را داد و گفت استقلال با باند سفتا لااقل خوب نتیجه می‌گرفت اما با اینها نتیجه هم نمی‌گیرد! هرچند کمی بعد از این مصاحبه استقلال به اوج رسید و با استراماچونی ایتالیایی بر صدرجدول تکیه زد!

### ادعای شرط‌بندی
بعد از بازی هفته بیست و نهم لیگ هجدهم بین استقلال و صنعت نفت که با تساوی بدون گل دو تیم تمام شد، خطیر با حضور در یک برنامه رادیویی، ادعای مهمی را مطرح کرد. او در این باره گفت: «مسئله شرط‌بندی و مچ فیکسینگ (تبانی) در فوتبال ایران بیداد می‌کند آمار سال گذشته لیگ‌برتر به این صورت است که به‌طور متوسط برای هر بازی لیگ‌برتر پنج میلیون دلار شرط‌بندی می‌شود. برای هر بازی در لیگ آزادگان یک میلیون دلار و برای هر بازی جام‌حذفی ۳٫۵میلیون دلار شرط‌بندی می‌شود. نمی‌توانیم بگوییم این یک اشتباه ساده بود». این مصاحبه باعث شد تا او به کمیته اخلاق دعوت شود و دربارهٔ ادعای شرط‌بندی توضیحاتی بدهد. او قبل از ارائه توضیحات، از سمتش در استقلال استعفا کرد اما استعفایش رد شد و او به کارش در استقلال ادامه داد.

### اختلاف با عزیزی‌خادم و افشاگری
خطیر یکی از اصلی‌ترین پازل‌های رسیدن شهاب‌الدین عزیزی‌خادم به کرسی ریاست فدراسیون فوتبال به‌شمار می‌رفت و رابطه او به قدری به عزیزی خادم نزدیک بود که خیلی‌ها او را دبیرکل جدید فدراسیون می‌دانستند. اما او بعد ازرسیدن رئیس به فدراسیون با او به مشکل خورد. اوج این اختلافات در یک مصاحبه تلویزیونی خودش را نشان داد، جایی که خطیر دست به افشاگری زد و از کارشکنی‌ها در فدراسیون فوتبال و ماجرای «خوبان عالم» خبر داد. به دنبال این اتفاق، حسن کامرانی‌فر، دبیرکل وقت فدراسیون اعلام کرد که خطیر از کلیه فعالیت‌های فوتبالی به مدت ۵ سال تعلیق شده است. البته این حکم سه ماه بعد توسط کمیته استیناف شکسته و خطیر نیز تبرئه شد.

### جعل امضا
در سال‌های اخیر، یکی از جنجالی‌ترین حواشی خطیر مربوط به شکایت علیرضا خانی، عضو هیئت مدیره پیشین باشگاه استقلال، از او و فرشید سمیعی به اتهام جعل امضا در یک قرارداد بود. خانی ادعا کرد که امضای او در این قرارداد بدون اطلاع و اجازه‌اش به کار رفته و جعلی است. به گفته خانی، این عمل به قصد انجام معاملات غیرقانونی و منافع شخصی صورت گرفته بود. اما پس از بررسی‌های قضائی و ارائه اسناد، دادگاه به نفع خطیر و فرشید سمیعی رای داد و اعلام کرد که هیچگونه جعل امضای واقعی در کار نبوده است. در نهایت، اتهامات خانی رد شد و خطیر و سمیعی از این اتهام‌ها تبرئه شدند.